# 1610
| 1610               |
| ------------------ |
| Dødsfald - Fødsler |
| • Begivenheder     |

| Gregoriansk kalender | 1610 MDCX               |
| Ab urbe condita      | 2363                    |
| Armensk kalender     | 1059 ԹՎ ՌԾԹ             |
| Kinesiske kalender   | 4306 – 4307 己酉 – 庚戌 |
| Etiopisk kalender    | 1602 – 1603             |
| Jødisk kalender      | 5370 – 5371             |
| Hindukalendere       |                         |
| - Vikram Samvat      | 1665 – 1666             |
| - Shaka Samvat       | 1532 – 1533             |
| - Kali Yuga          | 4711 – 4712             |
| Iransk kalender      | 988 – 989               |
| Islamisk kalender    | 1019 – 1020             |

Konge i Danmark: Christian 4. – 1588-1648
Se også 1610 (tal)

## Begivenheder
- Københavns borgervæbning oprettes.
- 7. januar – Astronomen Galileo Galilei opdager de tre Jupitermåner Callisto, Europa og Io
- 11. januar - Galileo Galilei opdager Jupitermånen Ganymedes; den sidste af de fire efter ham opkaldte galileiske måner
- 14. maj - Henrik 4. af Frankrig snigmyrdes af katolsk fanatiker
- 5. juli - den engelske købmand John Guy sejler sammen med sin broder Philip og 38 andre kolonister fra Bristol til Newfoundland, hvor han er udpeget til den engelske kolonis første guvernør
- 17. juli - Zar Vasilij 4. af Rusland styrtes af adelen, bojarerne, og forvises til et kloster

## Født
- 22. april – Pave Alexander 8. (død 1691).
- 12. maj – Arent Berntsen, norsk-dansk statistiker (død 1680).
- 17. juni – Birgitte Thott, dansk oversætter, forfatter og adelskvinde (død 1662).

## Dødsfald
- 14. maj – Henrik 4. af Frankrig snigmyrdes af den katolske fanatiker François Ravaillac. Han bliver dømt til døden og sønderrevet af heste.
- 18. juli – Caravaggio, italiensk maler (født 1571).
- 21. december – Katarina Gustavsdotter Vasa, svensk prinsesse (født 1539).